# Герри, Элбридж
Элбридж Герри (англ. Elbridge Gerry; 17 июля 1744, Марблхед, Массачусетс-Бэй, Британская империя — 23 ноября 1814, Washington County, округ Колумбия) — американский государственный деятель и дипломат. Он был выбран Демократическо-республиканской партией в качестве пятого вице-президента США при Джеймсе Мэдисоне, и находился на этой должности с 4 марта 1813 года до его смерти спустя полтора года.
Герри был одним из тех кто подписал Декларацию независимости и Статьи Конфедерации. Он был одним из трех человек, которые отказались подписать Конституцию, потому что она тогда не включала Билль о правах. Позже он стал губернатором штата Массачусетс. Также он известен тем, что по его фамилии назван термин «джерримендеринг» — перераспределение избирательных округов с целью обеспечения результатов выборов, угодных правящей партии (произношение слова gerrymandering в английском со временем стало отличаться от произношения фамилии Gerry).

## Ранние годы
Элбридж Герри родился в небольшом городке Марблхед в округе Эссекс в провинции Массачусетс и был третьим из двенадцати детей. Отец Герри, Томас Герри (1702—1774), был торговцем, управлявшим судами из Марблхеда. Мать Герри, Элизабет Герри (урождённая Гринлиф; 1716—1771), была дочерью успешного бостонского торговца. Имя Герри произошло от Джона Элбриджа, одного из предков его матери. Всего у родителей Элбриджа Герри было 11 детей, но до взрослого возраста дожили только пятеро детей. Он окончил Колледж Гарварда, где он учился на доктора, занимаясь этим с четырнадцати лет. Герри работал в судоходном бизнесе своего отца и получил известность благодаря его противостоянию налогам на торговлю. В мае 1772 года он был избран в законодательное собрание провинции Массачусетс.

## Карьера
Герри был делегатом от Массачусетса в Континентальном Конгрессе с февраля 1776 по 1780 год. Он также служил в армии с 1783 по сентябрь 1785 года и женился в 1786 году на Анне Томпсон (1763—1849), дочери богатого нью-йоркского торговца Джеймса Томпсона (1727—1812), которая была моложе его на 19 лет. В 1787 году он принял участие в Филадельфийском конвенте и был одним из делегатов, проголосовавших против новой конституции (присоединившись к Джорджу Мэйсону и Эдмунду Рендолфу). Он был избран в Палату представителей при новом национальном правительстве и работал в Конгрессе с 1789 по 1793 год.
Он являлся сторонником нового правительства, и таким образом поддерживал высказывания Александра Гамильтона относительно государственного кредита, включая предположения о государственных долгах, и поддерживал создание первого банка Соединённых Штатов. В 1792 году он не стал повторно баллотировался. Он был членом коллегии выборщиков президента проголосовавшего за Джона Адамса на выборах 1796 года, и был назначен им в делегацию во Францию, которая была оскорблена французами в «деле XYZ». Он остался во Франции после того, как его два коллеги возвратились, за что федералисты обвиняли его в поддержке французов. Герри вернулся в США в октябре 1798 года и перешёл в Демократическо-республиканскую партию в 1800 году.
Он потерпел ряд неудач на выборах на должность губернатора Массачусетса от Демократическо-республиканской партии в 1800, 1801, 1802 и 1803 году. В 1810 году он наконец был избран губернатором Массачусетса. Его переизбрали в 1811 году, однако он потерпел поражение в 1812 году из-за своей поддержки закона о перераспределении избирательных округов, от которого произошёл термин «джерримендеринг». Он был выбран на должность вице-президента при Джеймсе Мэдисоне. Элбридж Герри умер находясь на должности в результате остановки сердца из-за сердечной недостаточности в Вашингтоне и похоронен там же на кладбище Конгресса.

## Наследие
- Его внук — Элбридж Герри (1813—1886) — был Членом палаты Представителей от штата Мэн; его правнук — Питер Герри (1879—1957) — был членом Палаты представителей и сенатором от штата Род-Айленд.
- В 1812 году появился термин «джерримендеринг», когда законодательный орган Массачусетса изменял границы государственных законодательных районов, чтобы помочь партии губернатора Герри. Стратегия губернатора состояла в том, чтобы сконцентрировать избирателей Федералистской партии в одном или нескольких округах, позволяя ей победить в них, в то время как его Антифедералистская партия взяла бы под свой контроль все остальные. Термин в конечном счёте стал частью американского политического словаря и применяется в настоящее время.
- В честь Элбриджа Герри был назван город Элбридж из округа Онондага штата Нью-йорк.

## Образ в кино
- «Джон Адамс» (2008)